# ハーバート・ボイヤー
ハーバート・ボイヤー(Herbert Boyer, 1936年7月10日 - )は、アメリカ合衆国の生化学者、実業家。

## 来歴
ペンシルベニア州ウェストモアランド郡で生まれる。Saint Vincent Collegeを1958年に卒業後、1963年にピッツバーグ大学大学院から生化学のPh.D.を取得。その後、イェール大学でタンパク質と酵素の研究に3年間従事した。1966年にカリフォルニア大学サンフランシスコ校助教授の就任し、大腸菌の研究を行った。1972年にホノルルの学会で知り合ったスタンフォード大学のスタンリー・ノーマン・コーエンと共同で、組換えDNAを細菌のプラスミドに組み込んで発現させる技術を開発した。
1976年、機関投資家のロバート・A・スワンソンと共同でバイオベンチャー企業ジェネンテックを設立し、1980年に上場すると、翌年の『TIME』誌の表紙を飾り、1991年に引退した。スクリプス研究所の取締役にも名を連ねている。

## 受賞など
- 1980年 - アルバート・ラスカー基礎医学研究賞
- 1989年 - アメリカ国家技術賞
- 1990年 - アメリカ国家科学賞
- 2001年 - 全米発明家殿堂選出
- 2004年 - オールバニ・メディカルセンター賞、ショウ賞
- 2007年 - パーキンメダル

## 参照
1. ↑  ムスタファ・スレイマン著「THE COMING WAVE」p.127 日経BP 2024年
2. ↑  “The Pioneers of Molecular Biology: Herb Boyer”. Time Magazine, March 9, 1981 cover of TIME. (2002年2月9日) 2019年5月7日閲覧。
3. ↑  Seeking financial security, Scripps Research names new board members, San Diego Union Tribune